# Toadies
Toadies — американський рок-гурт, заснована в 1988 році. Найбільш відома завдяки дебютному альбому Rubberneck (1994) та хітовому синглу «Possum Kingdom».

## Історія
Гурт The Toadies було засновано в кінці 1988 року в техаському Форт-Верті. Автором та продюсером перших пісень став Тодд Льюїс, який працював в музичному магазині Sound Warehouse та грав разом з іншими співпрацівниками. Перший концерт відбувся в місцевому клубі Axis, яким володів знайомий Льюїса. Після знайомства з барабанщиком Марком Резнічеком, в 1993 році гурт випустив дебютний мініальбом Pleather, який привернув увагу лейблу Interscope Records. Підписавши контракт, Toadies вирушили в професійну студію, де під керівництвом продюсерів Тома Ротрока та Роба Шнапфа записали повноформатну платівку Rubberneck. Альбом вийшов в серпні 1994 і добре продавався, згодом ставши «платиновим». Сингли «Possum Kingdom» та «Tyler» стали популярними, а перший з них навіть потрапив до національного чарту Top 40. Разом із гітаристом Кларком Фогелером та бас-гітаристкою Лізою Амбаргер Toadies вирушили у масштабний концертний тур.
В 1997 гурт повернувся до студії та почав запис пісень для другого альбому Feeler. Проте, через непорозуміння із представниками Interscope роботу довелось припинити. «Ми отримали схвалення для запису, але десь щось не було схвалено. Тож нам довелося розпочинати все з чистого аркуша» — згадував Тодд Льюїс. Проєкт не існував протягом декількох років, аж допоки у 2001 році музиканти не повернулись до студії. Другий альбом отримав назву Hell Below/Stars Above, та містив як незакінчені пісні з попередніх сесій, так і новий матеріал. Під час національного турне бас-гітаристка вирішила покинути колектив і Toadies знову розпались. Запис виступу в бостонському клубі «Paradise» було випущено як концертний альбом Best of Toadies: Live from Paradise.
У 2006 році Toadies повернулись на сцену для разового шоу, а у 2008 році Льюїс, Резнічек та Фогелер оголосили про повноцінний реюніон із новим бас-гітаристом Доні Блером. Музиканти випустили третю студійну платівку No Deliverance, концертний альбом Rock Show, а також виступили на фестивалях Lollapalooza та Austin City Limits. Гурт також започаткував власний фестиваль Dia de los Toadies, де виступали самі Toadies та інші гурти Південного Заходу США.
Влітку 2010 року вийшов той самий альбом Feeler, що гурт намагався випустити наприкінці дев'яностих. Права на оригінальні записи належали Interscope, тому всі пісні були перезаписані заново. Протягом 2010-х років Toadies видали ще низку альбомів: повністю оригінальний Play. Rock. Music. (2012), акустичні версії власних пісень Heretics (2015), чергову студійну платівку The Lower Side of Uptown (2017) та концертний альбом Live at Billy Bob's Texas (2018).
Окрім суто музичних досягнень, Toadies випустили декілька сортів пива разом із броварнею Martin House Brewing, а також власний бренд кави виробництва Full City Rooster. На честь 25-річчя виходу альбому Rubberneck, у 2019 році мер Форт-Верта Бетсі Прайс проголосила 30 грудня офіційним «днем Toadies» в рідному місті гурту.

## Музичний стиль
За словами колишнього гітариста Toadies Чарльза Муні, вони створили колектив разом з Льюїсом після перегляду концерту The Smithereens в даллаському Hard Rock Cafe. Льюїс став основним автором пісень, надихаючись творчістю Pixies. Описуючи звучання гурту, Льюїс відмовився його класифікувати: «Я гадаю, що це… рок. Просто добрий рок із гітарою та бас-гітарою». На першій платівці майже всі пісні належали йому, але надалі інші музиканти — зокрема, гітарист Кларк Фогелер, — також потроху долучались до створення пісень. Однією з особливостей творчого процесу було те, що деякі пісні виростали з інших пісень: якщо Льюїсові щось не подобалось в приспіві, він міг залишити тільки бридж та зробити з нього окрему композицію.
На музикальному сайті AllMusic відзначили вплив Pixies на творчість Toadies, а також «потужні, але мелодійні гітари». На думку Ендрю Ліхі, саме «хрустка», але приємна гітарна музика забезпечила колективу успіх на хвилі зросту альтернативного року в середині дев'яностих. Після повернення в кінці 2000-х років Toadies продовжували експлуатувати той самий стиль, подібно до інших постгранджових гуртів, лише зрідка зважуючись на експерименти (наприклад, випустивши у 2015 році напівакустичну платівку). В журналі Rolling Stone дебютний лонгплей Rubberneck віднесли до 50 найкращих гранджових альбомів, назвавши їхню музику сумішшю «саунду Сіетлу» та техаського блюз-року у виконанні ZZ Top. Джозеф Худак нагадав, що в 1994 році грандж вже відступав під тиском альтернативного року із більше «вилизаним» та приємним продакшном, але альбом Toadies все одно вирізнявся своєю зловісною атмосферою, різким звучанням та текстами про смерть.

## Склад гурту
Поточний склад
- Тодд Льюїс — вокал, гітара,
- Марк Резнічек — барабани,
- Кларк Фогелер — гітара,
- Доні Блер — бас-гітара[3]

Колишні учасники
- Ліза Амбаргер — бас-гітара[2]
- Чарльз Муні — гітара[6]
- Медісон Вінчел — барабани[6]
- Даррел Герберт — гітара[8]
- Гай Вон — барабани[9]
- Террі Вальдерас — барабани[9]
- Майкл Джером — барабани[9]
- Трейсі Сауервайн — гітара[9]

## Дискографія
Студійні альбоми
- 1994 — Rubberneck
- 2001 — Hell Below/Stars Above
- 2008 — No Deliverance
- 2010 — Feeler
- 2012 — Play. Rock. Music.
- 2015 — Heretics
- 2017 — The Lower Side of Uptown

Концертні альбоми
- 2002 — Best of Toadies: Live from Paradise
- 2008 — Rock Show
- 2018 — Live at Billy Bob's Texas[2][10]